# Vistabella del Maestrat (kommunhuvudort)
Vistabella del Maestrazgo är en kommunhuvudort i Spanien.   Den ligger i provinsen Província de Castelló och regionen Valencia, i den östra delen av landet, 290 km öster om huvudstaden Madrid. Vistabella del Maestrazgo ligger 1 219 meter över havet och antalet invånare är 416.
Terrängen runt Vistabella del Maestrazgo är kuperad. Runt Vistabella del Maestrazgo är det glesbefolkat, med 15 invånare per kvadratkilometer. Närmaste större samhälle är Adzaneta, 13,8 km sydost om Vistabella del Maestrazgo. 